# Starsjij syn
Starsjij syn (russisk: Старший сын) er en sovjetisk spillefilm fra 1976 af Vitalij Melnikov.

## Medvirkende
- Jevgenij Leonov som Andrej Grigorjevitj Sarafanov
- Natalja Jegorova som Nina
- Vladimir Izotov som Vasja
- Nikolai Karatjentsov som Vladimir Busygin
- Mikhail Bojarskij